# Tellef Wagle
Tellef Kristian „Tell“ Wagle (* 16. Juli 1883 in Porsgrunn; † 2. Dezember 1957 in Oslo) war ein norwegischer Segler.

## Erfolge
Tellef Wagle, Mitglied des Kongelig Norsk Seilforening, wurde 1920 in Antwerpen bei den Olympischen Spielen in der 8-Meter-Klasse nach der International Rule von 1907 Olympiasieger. Er war Crewmitglied der Irene, die als einziges Boot seiner Klasse teilnahm. Der Irene, deren Crew außerdem aus Alf Jacobsen, Kristoffer Olsen und Thorleif Holbye bestand, genügte mangels Konkurrenz in zwei Wettfahrten jeweils das Erreichen des Ziels zum Gewinn der Goldmedaille. Skipper des Bootes war Carl Ringvold senior.